# Phaeostigma rauschi
Phaeostigma rauschi är en halssländeart som först beskrevs av H. Aspöck och U. Aspöck 1970.  Phaeostigma rauschi ingår i släktet Phaeostigma och familjen ormhalssländor. Inga underarter finns listade i Catalogue of Life.